# Galil
De Galil is een aanvalsgeweer, ontworpen door Israel Galili. Het wapen heeft een looplengte van ongeveer 46 centimeter en is daarmee redelijk klein voor een automatisch aanvalsgeweer. De Galil is gebaseerd op de Finse M62, die op zijn beurt was afgekeken van de AK-47. Het wapen werd in 1967 door Israël in gebruik genomen. De standaardversie van het wapen is ingericht voor het 5,56x45mm NAVO patroon.

## Varianten
Standaard geweer variant: AR (Automatic Rifle). De 5,56 NAVO variant heeft een looplengte van 460mm en gebruikt een magazijn met 35 patronen. De 7,62mm NAVO variant gebruikt een magazijn met 25 patronen en heeft een looplengte van 535mm.
Variant met een kortere loop: SAR (Short Automatic Rifle). De 5,56 NAVO variant heeft een looplengte van 332mm. De 7,62mm NAVO variant heeft een looplengte van 400mm. Beide varianten gebruiken dezelfde magazijnen als de AR variant.
Variant gespecialiseerd voor automatisch vuur: ARM (Automatic Rifle Machine-gun). De 5,56 NAVO en 7,62 NAVO varianten gebruiken dezelfde magazijnen en looplengten als de AR variant. Deze variant heeft een draaghendel en tweepoot. Een interessant onderdeel van dit wapen is een ingebouwde flesopener, die in het ontwerp werd gevoegd om te voorkomen dat soldaten de magazijningang zouden gebruiken om flessen te openen en daarbij het wapen te beschadigen.
Micro Galil, een nog compactere variant: MAR (Micro Automatic Rifle).
Galil Sniper "Galatz", een afgeleide variant van de ARM geschikt voor precies vuur. Deze variant gebruikt 7,62×51mm NAVO patronen van hogere kwaliteit voor consistente nauwkeurigheid.
Galil ACE, een groep van gemoderniseerde varianten van de Galil. Deze varianten maken het Galil platform nauwkeuriger, lichter en vergelijkbaarder met modernere geweren zoals de M4.